# شيرازي (كينيا)
شيرازي هي قرية تقع في المحافظة الساحلية في كينيا. يقطنها سكان من الشيرازيين.